# Campionati europei di concorso completo 2001
I Campionati europei di concorso completo 2001 si sono svolti a Pau, in Francia.

## Podi
| Evento           | Oro           | Argento        | Bronzo           |
| Gara individuale | Pippa Funnell | Imken Johansen | Enrique Sarasola |
| Gara a squadre   | Regno Unito   | Francia        | Italia           |

## Medagliere
| Posiz. | Nazione     | Oro | Argento | Bronzo | Totale |
| ------ | ----------- | --- | ------- | ------ | ------ |
| 1      | Regno Unito | 2   | 0       | 0      | 2      |
| 2      | Francia     | 0   | 1       | 0      | 1      |
| 2      | Germania    | 0   | 1       | 0      | 1      |
| 4      | Italia      | 0   | 1       | 0      | 1      |
| 4      | Spagna      | 0   | 1       | 0      | 1      |
| Totale | Totale      | 2   | 2       | 2      | 6      |